# Liceum Ogólnokształcące w Kłodawie
Liceum Ogólnokształcące przy Zespole Szkół Ogólnokształcących i Technicznych w Kłodawie – czteroletnia, publiczna szkoła ponadpodstawowa w Kłodawie, zlokalizowana przy ulicy Mickiewicza 4.
Jedyna szkoła ponadpodstawowa w gminie Kłodawa, założona w 1953 roku. W obecnej formie istnieje od 2019.

## Historia
1 września 1953 po raz pierwszy otwarto rocznik licealny w budynku Szkoły Podstawowej nr 2 w Kłodawie. W latach 1953–1957 szkoła została przekształcona w jedenastoletnią; w 1955 nazwa szkoły zmieniona została na „Szkoła Podstawowa i Liceum Ogólnokształcące w Kłodawie”. Po raz pierwszy egzamin maturalny przeprowadzono w 1957. Po wybudowaniu nowego budynku szkoły podstawowej, dotychczasowa szkoła przy ulicy Mickiewicza zmieniła nazwę na Liceum Ogólnokształcące w Kłodawie. W 1996 liceum połączone zostało z Zespołem Szkół Zawodowych, tworząc Zespół Szkół Ponadgimnazjalnych.

## Profile nauczania
Rok szkolny 2024/2025
- Liceum:
  - dziennikarsko-prawny
  - matematyczno-językowa
  - biologiczno-chemiczna
- Technikum:
  - technik informatyk
  - technik górnictwa podziemnego
  - technik elektryk
  - technik logistyk

Pozostałe profile
- ogólny (do 2004)
- matematyczno-fizyczny (do 2005)
- językowo-historyczny (do 2005)
- pedagogiczny (do 1993)
- biologiczno-chemiczny (do 1996)

## Dyrektorzy szkoły
- mgr Jerzy Markowski (obecnie)

## Absolwenci
- Ireneusz Niewiarowski
- Aneta Niestrawska